# Алтайсько-Саянська гірська країна
Алтайсько-Саянська гірська країна — гірська країна у Центральній Азії, що займає західну частину Південносибірських гір
Має у своєму складі гірські системи і улоговини — Алтай, Салаїрський кряж, Кузнецький Алатау, Західний Саян і Східний Саян, Східнотувинське нагір'я, Кузнецьку, Мінусінську, Тувинську та інші улоговини
.
Протяжність Саяно-Алтаю із заходу на схід — 1600 км, з півночі на південь — 1300 км.

## Рельєф, геологічна будова та історія

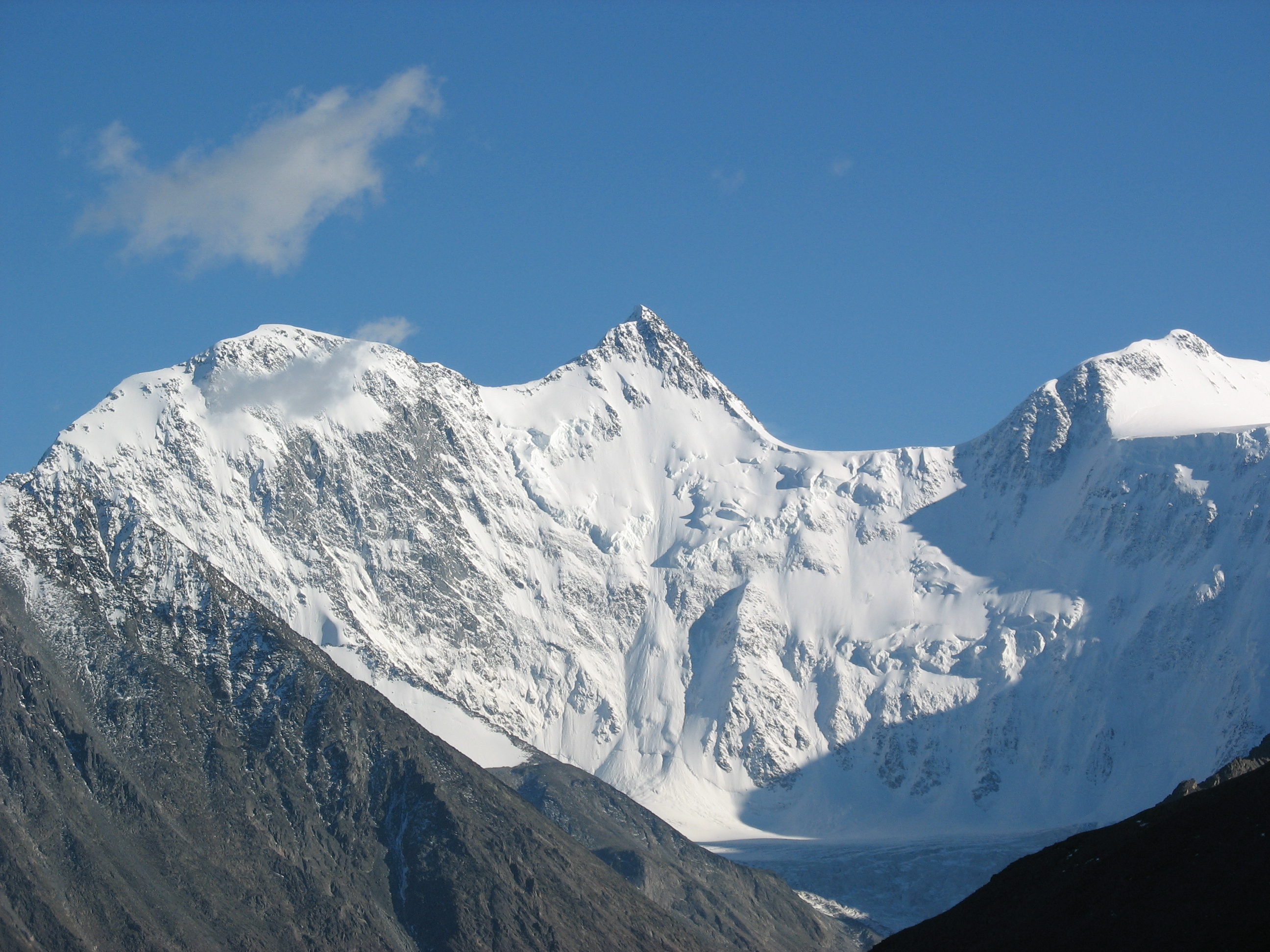
Гора Бєлуха

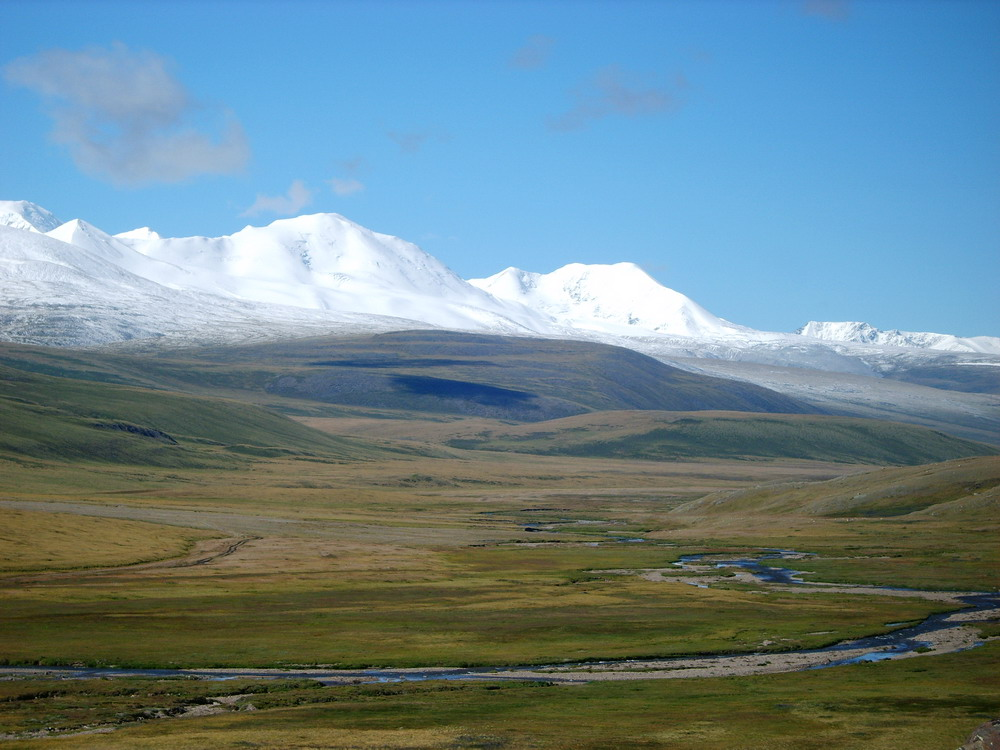
Плато Укок — краєвид на масив Таван-Богдо-Ула

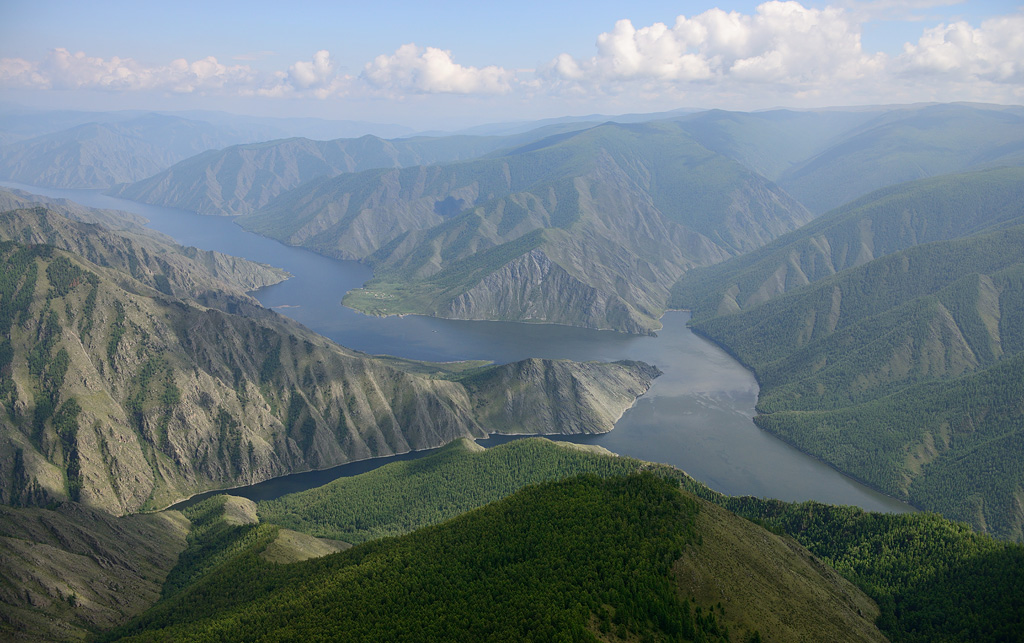
Саянський каньйон Єнісею. Саяно-Шушенський заповідник

Алтайсько-Саянська гірська країна — найвище підняття серед гірських країн Північної Азії.
Вищі точки його — двоголова Бєлуха (4509 і 4400 м) на Катунському хребті та гірський вузол Таван-Богдо-Ула (п'ять гір із 3 найвищими вершинами 4374, 4360 та 3981 м).
Ще на 7 хребтах і гірських масивах вершини перевищують 4000 м (Мунх-Хайрхан, Цаст-Ула, Північночуйський хребет, Хархіра, Хангай, Сутай-Хайрхан, Турген-Ула), а на 10 досягають 3700-3900 м.
У північно-східному напрямку від Алтаю висота хребтів знижується.
Абсолютні висоти хребтів у Саянах в основному 1800—2300 м, але можуть досягати 3491 м (Мунку-Сардик)
.
На стику Західного та Східного Саян є гірський вузол з вершиною — піком Грандіозним (2922 м)
.
Найменші висоти має Кузнецький Алатау — 400—800 м (максимальна висота 2178 — гора Верхній Зуб), а також Салаїрський кряж — 400—600 м, розташовані меридіонально у напрямку з півдня на північ.
Міжгірські улоговини: Мінусинська, Кузнецька, Канська тощо розташовані на висотах від 150 до 300 м над рівнем моря.
У напрямку на південь висота їх збільшується, так, Чуйський степ розташовується на висоті 1750—1900 м над рівнем моря
.
Алтайсько-Саянська гірська країна обрамляє із південного заходу Сибірську платформу.
Орогонез відбувався у різні епохи та періоди.
Найдавніший орогонез відбувався наприкінці рифею — на початку кембрію.
Під час нього створено на сході Саян-Байкальський складчастий пояс.
До нього приєдналися (акреція) в середині кембрію — початку девону структури каледонського орогенезу: вони сформували Саяни та значну частину Алтаю.
Останній орогенез (з кінця девону) — герцинський проявився на заході країни
.
Наприкінці каледонського орогенез на різновіковій складчастій основі були закладені великі міжгірські западини та прогини (Чулимо-Єнісейська, Мінусинська, Тувінська).
Западини продовжували утворення під час герцинського орогенезу, наприклад, Кузнецький прогин, розташований між Салаїром і Кузнецьким Алатау. Складчасті комплекси зазнали інтрузії палеозойських гранітоїдів
.
У кайнозої зруйновані у мезозої Алтайсько-Саянські гори зазнали нового орогенезу — відбулося плавне склепінне підняття, утворення розломів і виникнення вулканів (наприклад, Окинська група). По розломах відбулися глибові вертикальні та горизонтальні руйнацыъ: одні ділянки піднялися на 1000-3000 м, інші опустилися чи відстали у піднятті, створивши міжгірські улоговини і долини
.
В результаті неотектонічних рухів на складчастих палеозойських поясах сформувалися відроджені складчасто-глибові гори, нагір'я та міжгірські улоговини.
Сліди стародавнього заледеніння мають майже всі гори: у рельєфі збереглися створені ними форми: кари, троги, гострі пасма та карлінги, морені пасма, горбисто-морені та зандрові рівнини.
При сухому кліматі відбувалося у передгір'ях утворення лесових відкладень на вододілах і долинах (наприклад, у міжріччі Бії і Катуні).

## Клімат

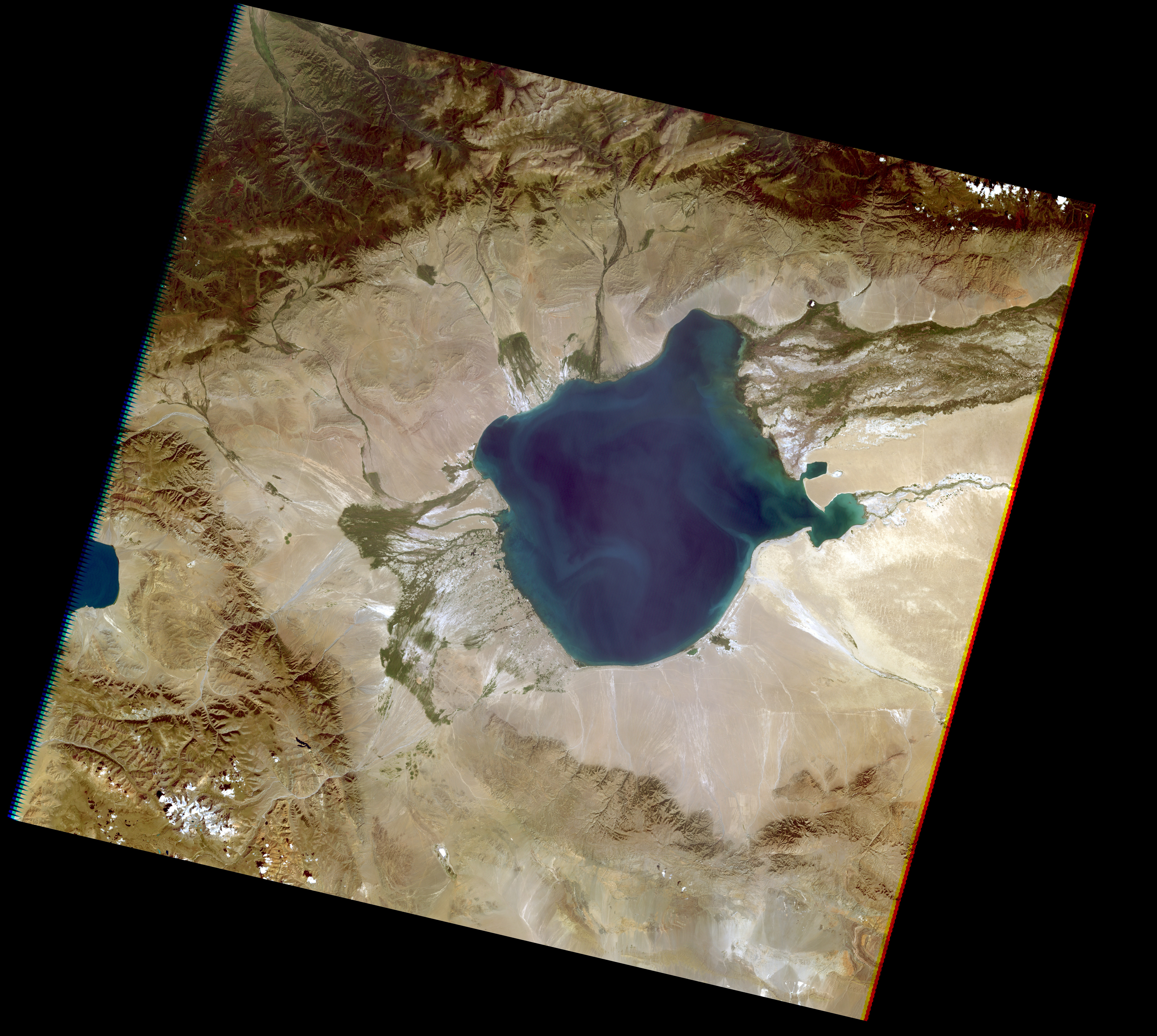
Убсунурська улоговина

Клімат Алтайсько-Саянської гірської країни різко континентальний.
Він характеризується дуже холодною зимою та прохолодним літом.
На його формування істотно впливають західні повітряні маси, з якими пов'язане випадання основної кількості опадів, а також континентальне повітря помірних широт у передгір'ях Алтаю та Саян.
Різкі кліматичні контрасти (нерівномірне випадання опадів на території, вертикальна кліматична поясність, інверсії температури, розвиток гірсько-долинних вітрів — фенів) орографічні умови.
Сильніше вплив західної циркуляції проявляється на навітряних схилах та хребтах (понад 2000 м).
Помітні розбіжності у кліматі можна спостерігати в окремих частинах країни.
Розташовані у західній частині гірської країни Алтай і Кузнецький Алатау більшою мірою, ніж розташовані на схід від Саяни і Тувинське нагір'я, зазнають впливу західних повітряних мас і далі розташовані від центру Азійського антициклону.
Тому клімат Алтаю та Кузнецького Алатау менш континентальний (менше амплітуда річних температур і більше опадів).
Найбільшою континентальністю відрізняється клімат замкнутих улоговин, особливо Тувинської
.
Зимовий режим погоди визначає азійський максимум. Середньосічневі температури вельми різняться: від -16 … -18 ° С у передгір'ях Алтаю — до -34 ° С в Тувинській улоговині.
Взимку дмуть слабкі південно-західні вітри;
іноді вони перевалюють через хребти та сприяють підвищенню температури на північних схилах.
На схилах гір зимова температура дещо вища, що пов'язано з температурними інверсіями.
Найбільше снігу накопичується на навітряних схилах Алтаю і Саян (до 150—200 см).
Річна кількість опадів у найвищих хребтах досягає 1200—1500 мм, на заході Катунського хребта — до 2500 мм.
В улоговинах — близько 200—300 мм, а мінімум — 100—200 мм (у Чуйській та Хемчинській).

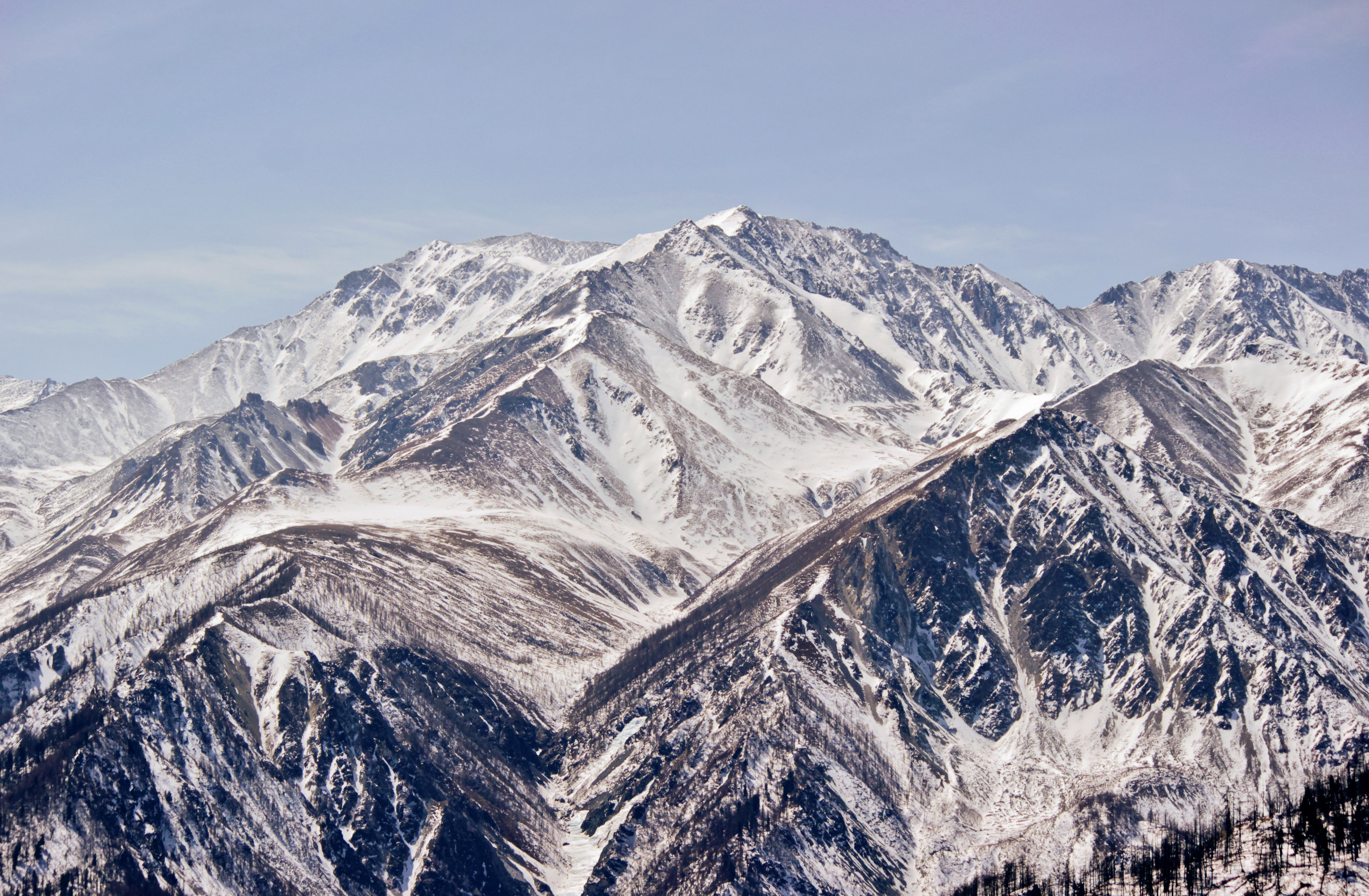
гора Мунку-Сардик

Літо прохолодне: середня температура липня в горах близько +10-14,8 ° С і більше, в передгір'ях +16-18 ° С, у міжгірських улоговинах +19-20 ° С. Кліматичні умови та давньольодовиковий рельєф високогір'я сприяють розвитку сучасного заледеніння.
Найбільше льодовиків зосереджено на Алтаї — там відомо 1300 льодовиків загальною площею 900 км².
У Саянах заледеніння мають лише найвищі масиви Східного Саяна та Східносаянського нагір'я.
Висота снігової межі на заході області досягає 2300 м, а на схід вона піднімається на Алтаї до 3500 м на хребті Чихачова та в Саянах до 2940 м на горі Мунку-Сардик.

## Гідрографія

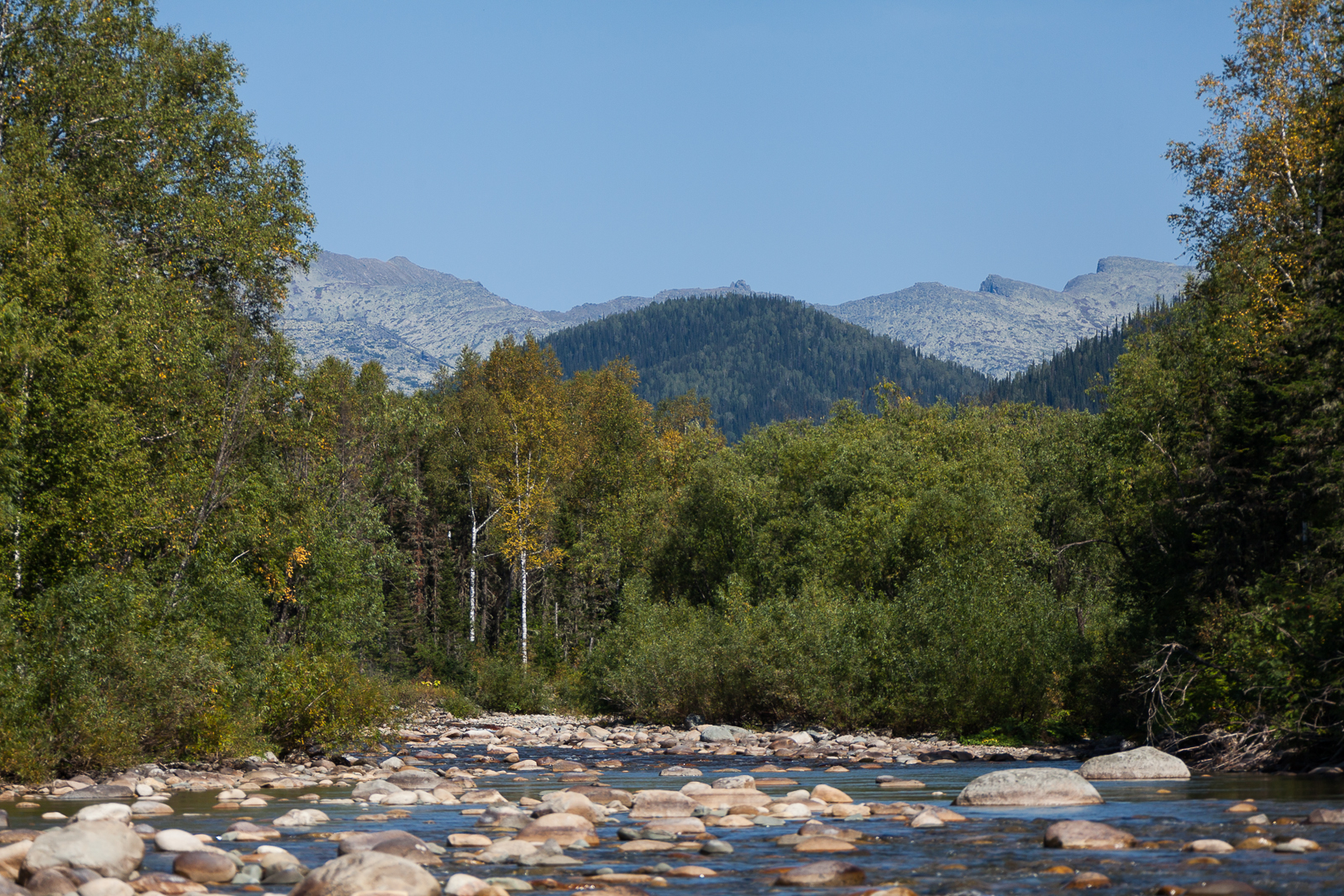
Річка Малий Козир

Алтайсько-Саянська гірська країна — найважливіший водороздільний вузол.
Тут розташована основна частина верхнього (гірського) водозбору Обі, Іртиша, Єнісею та сточища, що живлять цілу низку різноманітних безстічних улоговин Казахстану, Джунгарії та Монголії
.
Усі річки мають гірський характер.
Через різноманітність умов утворення стоку поверхневий стік у різних частинах країни різний.
Найбільший стік характерний для хребтів Центрального Алтаю та Кузнецького Алатау.
Джерелами живлення річок є талі снігові води, літньо-осінні дощі, а у льодовикових районах істотну роль грає льодовикове живлення.
Стік більшості рік за теплий період становить до 80-90 % річного
.
На Алтаї багато озер, більшість яких знаходиться у стародавніх льодовикових карах.
Найбільше озеро Алтаю — Телецьке — має тектонічне походження
.
Великі озера розташовані у тектонічній улоговині великих озер.